# La La Land (lydspor)
La La Land: Originalt Lydspor fra Filmen er lydsporalbummet til filmen La La Land fra 2016. Albummet blev udgivet gennem Interscope Records den 9. december 2016. Det har nået en andenplads på den amerikanske Billboard 200 og førstepladsen på de britiske albumhitlister.
Ved den 89. Oscaruddeling modtog filmen priserne for bedste originale musik og bedste originale sang for "City of Stars".

## Komposition
Musikken og filmmusikken til La La Land blev komponeret og orkestreret af Justin Hurwitz, instruktøren Damien Chazelles medstuderende fra Harvard Universitet, som også samarbejdede med ham på hans to tidligere film.
Sangteksterne blev skrevet af Benj Pasek og Justin Paul, med undtagelse af sangen "Start a Fire", som blev skrevet af John Legend, Hurwitz og Marius de Vries.

## Sporliste
| 1.            | "Another Day of Sun"                             | La La Land Cast                                              | 3:48  |
| 2.            | "Someone in the Crowd"                           | Emma Stone, Callie Hernandez, Sonoya Mizuno og Jessica Rothe | 4:20  |
| 3.            | "Mia & Sebastian's Theme"                        | Justin Hurwitz                                               | 1:38  |
| 4.            | "A Lovely Night"                                 | Ryan Gosling og Emma Stone                                   | 3:57  |
| 5.            | "Herman's Habit"                                 | Justin Hurwitz                                               | 1:52  |
| 6.            | "City of Stars"                                  | Ryan Gosling                                                 | 1:51  |
| 7.            | "Planetarium"                                    | Justin Hurwitz                                               | 4:17  |
| 8.            | "Summer Montage / Madeline"                      | Justin Hurwitz                                               | 2:05  |
| 9.            | "City of Stars"                                  | Ryan Gosling og Emma Stone                                   | 2:30  |
| 10.           | "Start a Fire"                                   | John Legend                                                  | 3:12  |
| 11.           | "Engagement Party"                               | Justin Hurwitz                                               | 1:27  |
| 12.           | "Audition (The Fools Who Dream)"                 | Emma Stone                                                   | 3:48  |
| 13.           | "Epilogue"                                       | Justin Hurwitz                                               | 7:39  |
| 14.           | "The End"                                        | Justin Hurwitz                                               | 0:46  |
| 15.           | "City of Stars (Humming)" (featuring Emma Stone) | Justin Hurwitz                                               | 2:43  |
| Total længde: | Total længde:                                    | Total længde:                                                | 45:53 |

| 1.            | "Mia Gets Home"                                                                | Justin Hurwitz | 0:27  |
| 2.            | "Bathroom Mirror / You're Coming Right?"                                       | Justin Hurwitz | 1:23  |
| 3.            | "Classic Rope-a-Dope"                                                          | Justin Hurwitz | 0:45  |
| 4.            | "Mia & Sebastian's Theme"                                                      | Justin Hurwitz | 1:37  |
| 5.            | "Stroll up the Hill"                                                           | Justin Hurwitz | 0:49  |
| 6.            | "There the Whole Time / Twirl"                                                 | Justin Hurwitz | 0:44  |
| 7.            | "Bogart & Bergman"                                                             | Justin Hurwitz | 2:11  |
| 8.            | "Mia Hates Jazz"                                                               | Justin Hurwitz | 1:10  |
| 9.            | "Herman's Habit"                                                               | Justin Hurwitz | 1:52  |
| 10.           | "Rialto at Ten"                                                                | Justin Hurwitz | 1:38  |
| 11.           | "Rialto"                                                                       | Justin Hurwitz | 0:28  |
| 12.           | "Mia & Sebastian's Theme (Late for the Date)"                                  | Justin Hurwitz | 1:30  |
| 13.           | "Planetarium"                                                                  | Justin Hurwitz | 4:19  |
| 14.           | "Holy Hell"                                                                    | Justin Hurwitz | 0:42  |
| 15.           | "Summer Montage / Madeline"                                                    | Justin Hurwitz | 2:04  |
| 16.           | "It Pays"                                                                      | Justin Hurwitz | 2:12  |
| 17.           | "Chicken on a Stick"                                                           | Justin Hurwitz | 1:40  |
| 18.           | "City of Stars / May Finally Come True" (featuring Ryan Gosling og Emma Stone) | Justin Hurwitz | 4:18  |
| 19.           | "Chinatown"                                                                    | Justin Hurwitz | 1:23  |
| 20.           | "Surprise"                                                                     | Justin Hurwitz | 1:30  |
| 21.           | "Boise"                                                                        | Justin Hurwitz | 1:13  |
| 22.           | "Missed the Play"                                                              | Justin Hurwitz | 0:36  |
| 23.           | "It's Over / Engagement Party"                                                 | Justin Hurwitz | 1:35  |
| 24.           | "The House in Front of the Library"                                            | Justin Hurwitz | 0:31  |
| 25.           | "You Love Jazz Now"                                                            | Justin Hurwitz | 0:51  |
| 26.           | "Cincinnati"                                                                   | Justin Hurwitz | 2:06  |
| 27.           | "Epilogue"                                                                     | Justin Hurwitz | 7:39  |
| 28.           | "The End"                                                                      | Justin Hurwitz | 0:46  |
| 29.           | "Credits"                                                                      | Justin Hurwitz | 3:40  |
| 30.           | "Mia & Sebastian's Theme (Celesta)"                                            | Justin Hurwitz | 1:28  |
| Total længde: | Total længde:                                                                  | Total længde:  | 53:07 |

| 1.            | "Another Day of Sun (With Radios)"                                             | La La Land Cast                                               | 4:34  |
| 2.            | "Mia Gets Home"                                                                | Justin Hurwitz                                                | 0:24  |
| 3.            | "Bathroom Mirror / You're Coming Right?"                                       | Justin Hurwitz                                                | 1:19  |
| 4.            | "Someone in the Crowd"                                                         | Emma Stone, Callie Hernandez, Sonoya Mizuno, og Jessica Rothe | 4:19  |
| 5.            | "Classic Rope-a-Dope"                                                          | Justin Hurwitz                                                | 0:46  |
| 6.            | "Japanese Folk Song"                                                           | Thelonious Monk                                               | 1:40  |
| 7.            | "Deck the Halls"                                                               | Justin Hurwitz                                                | 0:32  |
| 8.            | "Mia & Sebastian's Theme"                                                      | Justin Hurwitz                                                | 1:38  |
| 9.            | "Take On Me"                                                                   | D.A.                                                          | 3:00  |
| 10.           | "I Ran (So Far Away)"                                                          | D.A.                                                          | 3:37  |
| 11.           | "Stroll up the Hill"                                                           | Justin Hurwitz                                                | 0:45  |
| 12.           | "A Lovely Night"                                                               | Ryan Gosling og Emma Stone                                    | 4:00  |
| 13.           | "There the Whole Time / Twirl"                                                 | Justin Hurwitz                                                | 0:44  |
| 14.           | "Bogart & Bergman"                                                             | Justin Hurwitz                                                | 2:11  |
| 15.           | "Mia Hates Jazz"                                                               | Justin Hurwitz                                                | 1:10  |
| 16.           | "Herman's Habit"                                                               | Justin Hurwitz                                                | 1:51  |
| 17.           | "Rialto at Ten"                                                                | Justin Hurwitz                                                | 1:38  |
| 18.           | "City of Stars"                                                                | Ryan Gosling                                                  | 1:51  |
| 19.           | "Rialto"                                                                       | Justin Hurwitz                                                | 0:28  |
| 20.           | "Mia & Sebastian's Theme (Late for the Date)"                                  | Justin Hurwitz                                                | 1:30  |
| 21.           | "Planetarium"                                                                  | Justin Hurwitz                                                | 4:20  |
| 22.           | "Holy Hell!"                                                                   | Justin Hurwitz                                                | 0:42  |
| 23.           | "Summer Montage / Madeline"                                                    | Justin Hurwitz                                                | 2:04  |
| 24.           | "It Pays"                                                                      | Justin Hurwitz                                                | 2:12  |
| 25.           | "Chicken on a Stick"                                                           | Justin Hurwitz                                                | 1:39  |
| 26.           | "Messengers Rehearsal"                                                         | The Messengers                                                | 1:02  |
| 27.           | "City of Stars / May Finally Come True" (featuring Ryan Gosling og Emma Stone) | Justin Hurwitz                                                | 4:10  |
| 28.           | "Start a Fire"                                                                 | John Legend                                                   | 3:11  |
| 29.           | "Chinatown"                                                                    | Justin Hurwitz                                                | 1:22  |
| 30.           | "Surprise"                                                                     | Justin Hurwitz                                                | 1:30  |
| 31.           | "Boise"                                                                        | Justin Hurwitz                                                | 1:14  |
| 32.           | "Missed the Play"                                                              | Justin Hurwitz                                                | 0:37  |
| 33.           | "It's Over / Engagement Party"                                                 | Justin Hurwitz                                                | 1:35  |
| 34.           | "The House in Front of the Library"                                            | Justin Hurwitz                                                | 0:31  |
| 35.           | "Audition (The Fools Who Dream)"                                               | Emma Stone                                                    | 4:12  |
| 36.           | "You Love Jazz Now"                                                            | Justin Hurwitz                                                | 0:51  |
| 37.           | "Cincinnati"                                                                   | Justin Hurwitz                                                | 2:06  |
| 38.           | "Epilogue"                                                                     | Justin Hurwitz                                                | 7:41  |
| 39.           | "The End"                                                                      | Justin Hurwitz                                                | 0:45  |
| 40.           | "Credits"                                                                      | Justin Hurwitz                                                | 3:39  |
| 41.           | "City of Stars (Humming)" (featuring Emma Stone)                               | Justin Hurwitz                                                | 2:40  |
| 42.           | "Mia & Sebastian's Theme (Celesta)"                                            | Justin Hurwitz                                                | 1:26  |
| 43.           | "Silent Night"                                                                 | Eddie Wakes                                                   | 2:47  |
| 44.           | "Audition (The Fools Who Dream) (Studio Version)"                              | Emma Stone                                                    | 3:29  |
| Total længde: | Total længde:                                                                  | Total længde:                                                 | 93:42 |

## Priser
| Priser                                               | Priser            | Priser                                            | Priser                           | Priser     | Priser        |
| Pris                                                 | Dato for ceremoni | Kategori                                          | Modtager(e) og nominerede        | Resultat   | Ref.          |
| ---------------------------------------------------- | ----------------- | ------------------------------------------------- | -------------------------------- | ---------- | ------------- |
| Hollywood Music in Media Awards                      | 17. nov. 2016     | Bedste originalmusik – Spielfilm                  | Justin Hurwitz                   | Nomineret  | [ 6 ] [ 7 ]   |
| Los Angeles Film Critics Association                 | 4. dec. 2016      | Bedste musik                                      | Justin Hurwitz, Pasek og Paul    | Vundet     | [ 8 ]         |
| Critics' Choice Movie Awards                         | 11. dec. 2016     | Bedste score                                      | Justin Hurwitz                   | Vundet     | [ 9 ]         |
| Critics' Choice Movie Awards                         | 11. dec. 2016     | Bedste sang                                       | "Audition (The Fools Who Dream)" | Nomineret  | [ 9 ]         |
| Critics' Choice Movie Awards                         | 11. dec. 2016     | Bedste sang                                       | "City of Stars"                  | Vundet     | [ 9 ]         |
| San Francisco Film Critics Circle                    | 11. dec. 2016     | Bedste originalmusik                              | Justin Hurwitz                   | Nomineret  | [ 10 ] [ 11 ] |
| San Diego Film Critics Society                       | 12. dec. 2016     | Bedste originalmusik                              | La La Land                       | Andenplads | [ 12 ] [ 13 ] |
| Dallas–Fort Worth Film Critics Association           | 13. dec. 2016     | Bedste musikalske score                           | Justin Hurwitz                   | Vundet     | [ 14 ]        |
| Chicago Film Critics Association                     | 15. dec. 2016     | Bedste originalmusik                              | Justin Hurwitz                   | Nomineret  | [ 15 ]        |
| St. Louis Gateway Film Critics Association           | 18. dec. 2016     | Bedste musik/score                                | Justin Hurwitz                   | Vundet     | [ 16 ]        |
| St. Louis Gateway Film Critics Association           | 18. dec. 2016     | Bedste soundtrack                                 | La La Land                       | Andenplads | [ 16 ]        |
| St. Louis Gateway Film Critics Association           | 18. dec. 2016     | Bedste sang                                       | "Audition (The Fools Who Dream)" | Vundet     | [ 16 ]        |
| St. Louis Gateway Film Critics Association           | 18. dec. 2016     | Bedste sang                                       | "City of Stars"                  | Andenplads | [ 16 ]        |
| IndieWire Kritikernes Afstemning                     | 19. dec. 2016     | Bedste originalmusik eller soundtrack             | La La Land                       | Andenplads | [ 17 ]        |
| New York Film Critics Online                         | 19. dec. 2016     | Bedste originalmusik                              | Justin Hurwitz                   | Vundet     | [ 18 ]        |
| Golden Globe Awards                                  | 8. jan. 2017      | Bedste originalmusik                              | Justin Hurwitz                   | Vundet     | [ 19 ]        |
| BAFTA Awards                                         | 12. feb. 2017     | Bedste originalmusik                              | Justin Hurwitz                   | Vundet     | [ 20 ]        |
| Academy Awards                                       | 26. feb. 2017     | Bedste originalmusik                              | Justin Hurwitz                   | Vundet     | [ 21 ]        |
| Grammy Awards                                        | 12. feb. 2017     | Bedste komponerede soundtrack til visuelle medier | Justin Hurwitz                   | Vundet     | [ 22 ]        |
| Satellite Awards                                     | 19. feb. 2017     | Bedste originalmusik                              | Justin Hurwitz                   | Vundet     | [ 23 ]        |
| Chlotrudis Awards                                    | 26. mar. 2017     | Bedste musik                                      | Justin Hurwitz                   | Vundet     | [ 24 ]        |
| Academy of Science Fiction, Fantasy and Horror Films | 28. jun. 2017     | Bedste musik                                      | Justin Hurwitz                   | Vundet     | [ 25 ]        |

## Års hitlister
| Hitliste (2017)                                     | Position |
| --------------------------------------------------- | -------- |
| Australske Albums (ARIA)                            | 68       |
| Belgiske Albums (Ultratop Flandern)                 | 43       |
| Belgiske Albums (Ultratop Wallonië)                 | 47       |
| Hollandske Albums (MegaCharts)                      | 86       |
| Franske Albums (SNEP)                               | 32       |
| Tyske Albums (Offizielle Top 100)                   | 98       |
| Mexicanske Albums (AMPROFON)                        | 72       |
| Polske Albums (ZPAV)                                | 27       |
| Spanske Albums (PROMUSICAE)                         | 27       |
| Schweiziske Albums (Schweizer Hitparade)            | 38       |
| Storbritanniens Albums (UK Official Charts Company) | 8        |
| USA Albums (Billboard 200)                          | 3        |